# Hysterocrates gigas
Hysterocrates gigas là một loài nhện trong họ Theraphosidae.
Loài này thuộc chi Hysterocrates. Hysterocrates gigas được Mary Agard Pocock miêu tả năm 1897.

## Hình ảnh
- Tập tin:Tập